# T Zen

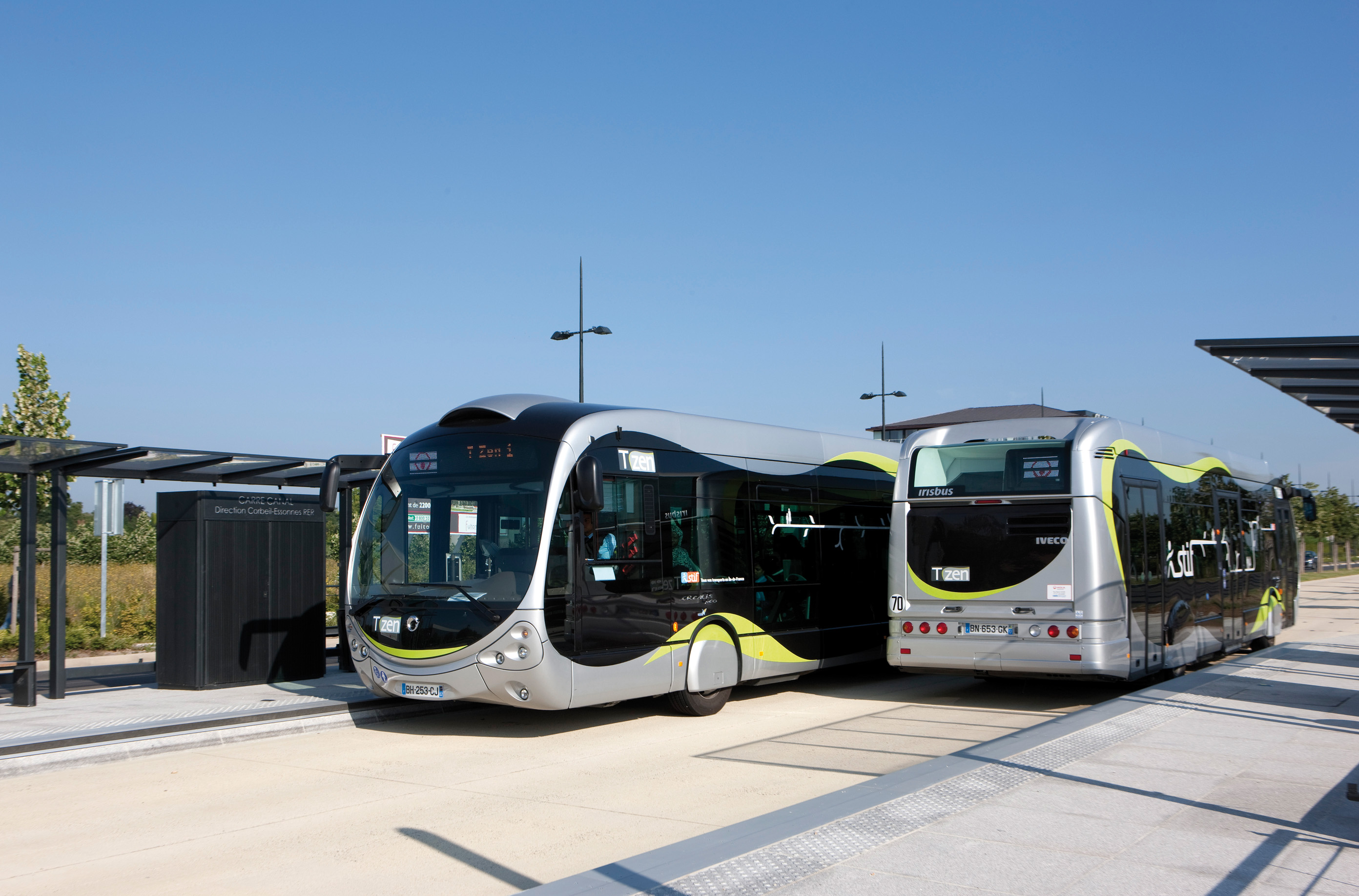
Autobusy ve stanici Carré Canal

T Zen je systém metrobusů s vyhrazeným jízdním pruhem, který v pařížské aglomeraci v regionu Île-de-France provozuje společnost Transdev v rámci STIF. První linka byla uvedena do provozu 4. července 2011. Její délka je 14,7 km a má 12 stanic. Na lince je nasazeno 12 autobusů, které v roce 2012 denně přepravily v průměru 5000 cestujících. V následujících letech se počítá s vybudováním dalších čtyř linek.

## Vývoj
V roce 2009 začala výstavba první tratě. V roce 2011 byly představeny další linky, takže jich bude celkem pět. Dne 4. července 2011 byla uvedena do provozu linka 1.
Na rok 2017 se předpokládá otevření linky 4 a do roku 2020 linek 2, 3 a 5.

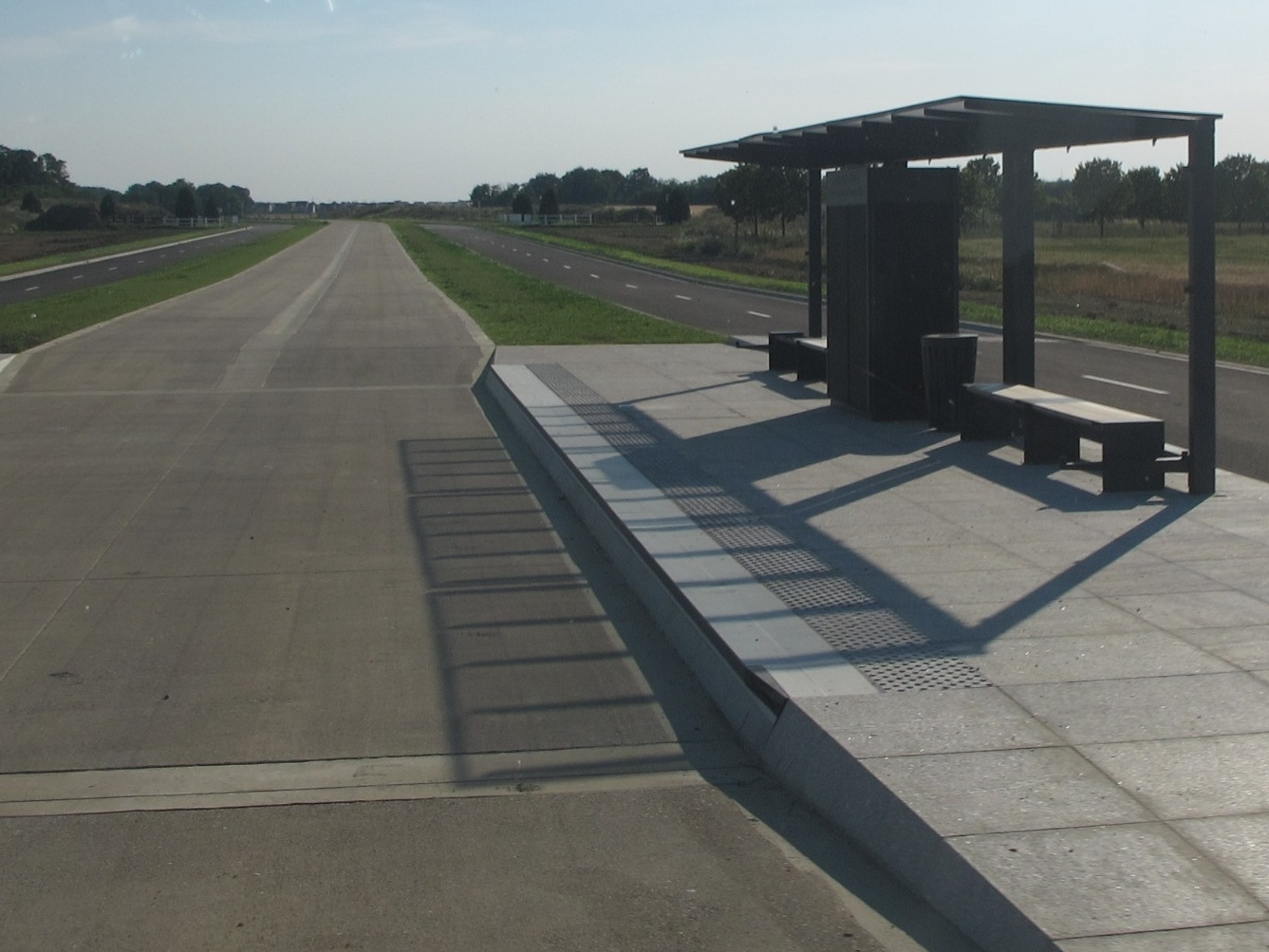
Vyhrazený pruh mezi běžnými vozovkami.

## Charakteristika
T Zen vytvoří síť metrobusů s vyhrazeným jízdním pruhem, po vzoru systému Busway v Nantes nebo Cristalis v Lyonu. Jízdní pruhy jsou projektovány jako přestavitelné na tramvajovou dopravu. T Zen využívá systém přednosti na semaforech, průměrná vzdálenost mezi stanicemi je 500 m, průměrná rychlost činí 30 km/h.
Stanice jsou vybaveny kamerovým systémem, přístřeškem a panelem s informacemi pro cestující. Nástupiště umožňují bezbariérový přístup do autobusu.
Linka jezdí denně a má 12 autobusů typu Crealis Neo 1219 společnosti Irisbus. Autobusy mají bezbariérový přístup a jsou vybaveny kamerovým systémem a obrazovkou oznamující následující stanice a přestupy s odjezdy vlaků RER. Autobusy odpovídají emisní normě 6.

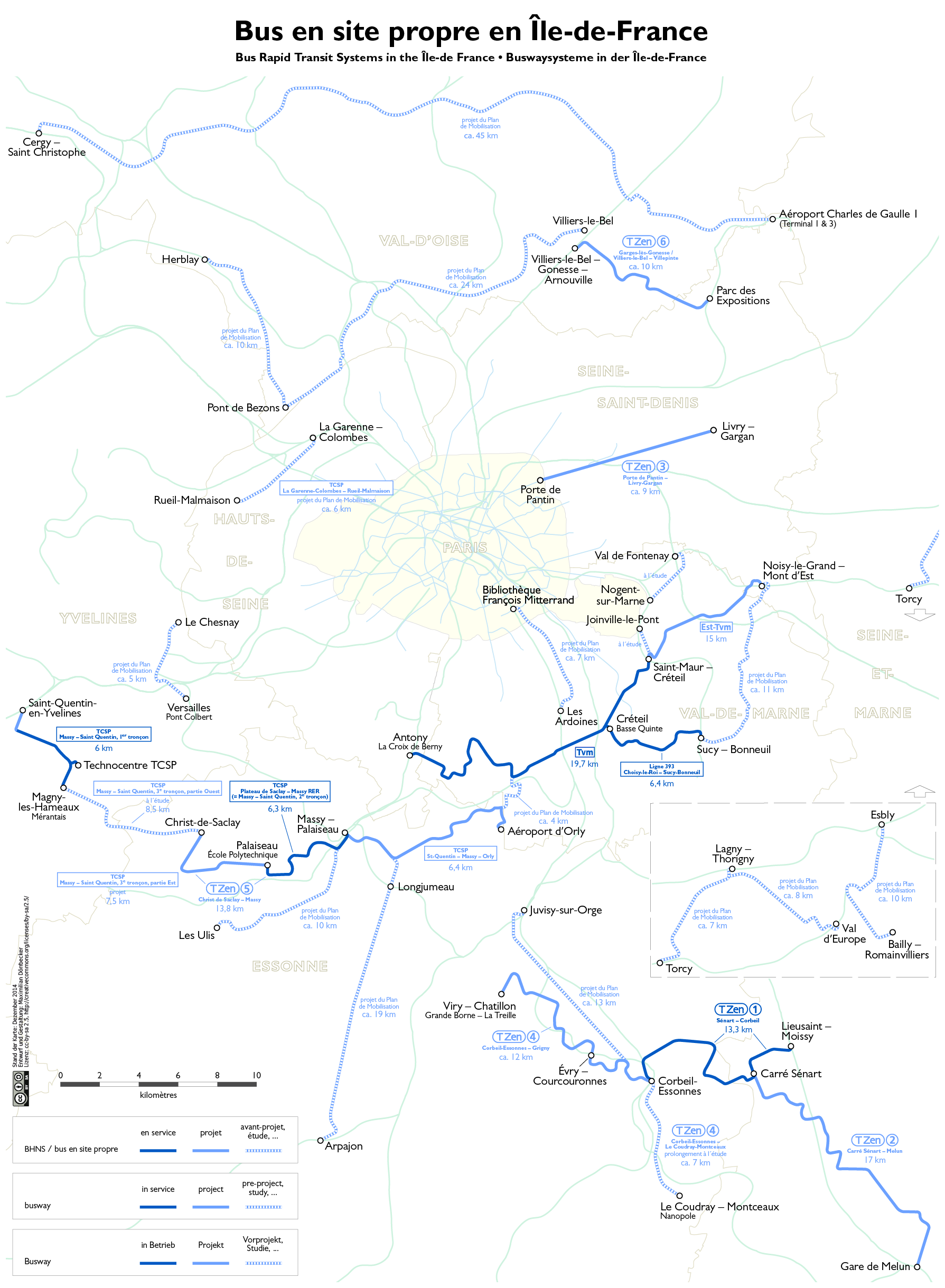
Mapa s plánovanými linkami

## Linky
T Zen 1 (Lieusaint - Moissy – Corbeil-Essonnes)
První linka je v provozu od 4. července 2011. Začíná u nádraží RER D v Lieusaint – Moissy a končí na nádraží v Corbeil-Essonnes.
T Zen 2 (Carré Sénart – Melun)
Linka 2 mezi městy Sénart a Melun bude uvedena do provozu v roce 2020 a nahradí dosavadní linku Citalien.
T Zen 3 (Paříž – Livry-Gargan)
Tato linka bude uvedena do provozu koncem roku 2016 a bude spojovat Paříž (Porte de Pantin) a město Livry-Gargan.
T Zen 4 (Corbeil-Essonnes – Viry-Châtillon)
Tato linka bude spojovat města Corbeil-Essonnes, kde bude možný přestup na linku RER D a linku T Zen 1, a město Viry-Châtillon.
T Zen 5 (Paříž – Choisy-le-Roi)

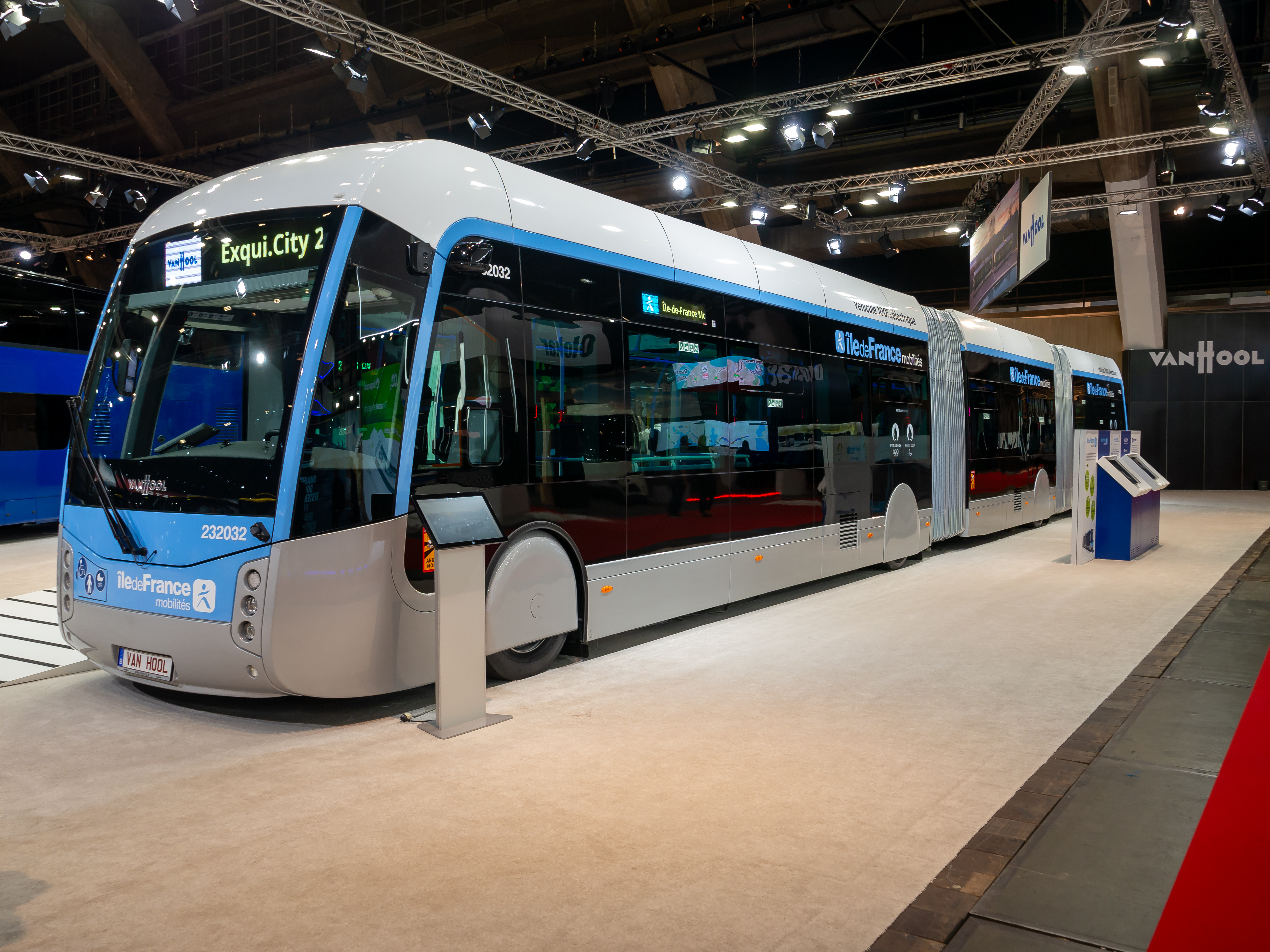
Île-de-France Mobilités Van Hool ExquiCity 24 EV

Linka bude jezdit mezi Francouzskou národní knihovnou ve 13. obvodu a nádražím v Choisy-le-Roi.

## Jízdné
Jízdné a časové předplatné na lince T Zen je identické s ostatními autobusovými sítěmi. Jízdenka ticket t+ umožňuje jízdu s možností přestupu na jiné autobusy a tramvaje s maximální platností 1,5 hodiny. Naopak jízdenka označená v autobusu neplatí v metru ani RER.